# Peter Bopparder
Peter Bopparder (* um 1470 in Valwig; † um 1538 in Karden) war ein Stiftsdekan im Kollegiatstift St. Castor (Karden).

## Leben
Peter Bopparder (Bopperter) von Valwig studierte 1485 in Köln und erwarb 1491 an der Trierer Artistenfakultät den akademischen Grad des Baccalaureus. Ab dem Jahr 1505 wird er erstmals als Kanoniker am Stift St.-Castor in Karden dokumentiert. Nach der erfolgreichen Wahl zum neuen Dekan durch das Kapitel am 16. Mai 1532 wurde das Ergebnis dem Trierer Erzbischof Johann III. von Metzenhausen übermittelt, dem Peter Bopparder am 6. Juli 1532 seinen Oboedienzeid (von lat. oboedentia „Gehorsam“) leistete.
Bopparder hatte einen leiblichen Sohn namens Peter Bopparder von Karden (geboren 1530), der für das Jahr 1551 als Kanoniker in Karden an der Mosel genannt wurde. 1535 führte Bopparder einen Rechtsstreit mit seinem Kapitel, bei der es um die Begleichung von Kosten für eine Bestätigung im Amt gegangen war. Da der Streit in die Amtszeit von Papst Clemens VII. gefallen war, wird davon ausgegangen, dass es sich um die Rechtsfolgen aus der päpstlichen Verleihung der Dechanei an Hermann Fomelen gehandelt hatte. Der Streit konnte jedoch später durch einen päpstlichen Notar, der als Schlichter fungiert hatte, beigelegt werden. Bopparder starb, das genaue Sterbedatum ist nicht überliefert worden, wohl um die Jahreswende 1538/39.

## Stiftungen
Peter Bopparder stiftete Anniversarien für den Kanoniker und Kustos zu Karden Friedrich Bopparder von Müden der sein Onkel war und 1526 spendete er einen aus Kalkstein gefertigten Osterleuchter für die St. Castor Stiftskirche in Karden. Der Leuchter der von einem Engel und von den drei Brüdern Jakob, Friedrich und Peter in Chorkleidung kniend getragen wird, kam 1935 aus der Sammlung Liebig in Gondorf in das Rheinische Landesmuseum nach Bonn. Der Leuchterengel wird dem Mainzer Bildhauer Hans Backoffen zugeschrieben. Eine weitere Stiftung die auf Peter Bopparder zurückgeht, ist das im Kardener Festkalender von 1588 für das am 25. März abzuhaltende Fest der Mariä Verkündung mit einer Prozession durch den Kreuzgang und einer Statio beim Einzug in den Chor der Kirche.